# Veres József (politikus)
Veres József (Diósgyőr, 1906. augusztus 25. – Budapest, 1993. június 29.) lakatos, kommunista politikus, 1958–63-ig Budapest tanácselnöke, 1963–70-ig munkaügyi miniszter.

## Élete
1934-től vett részt a munkásmozgalomban, 1936-ban lépett be a Magyarországi Szocialista Munkáspártba. Részt vett az antifasiszta ellenállásban, többször bebörtönözték. 1945-től különböző párt és állami funkciókat töltött be: 1950–51 között belügyi államtitkár, 1951-ben koholt vádak alapján bebörtönözték, 1956-ban rehabilitálták. 1956 novemberétől a XX. kerületi pártbizottság első titkára, 1958. december 12-től a Budapest Főváros Tanácsa végrehajtó bizottságának elnöke (közismertebb nevén: Budapest tanácselnöke) lett, ezt a posztot munkaügyi miniszterré történő kinevezéséig őrizte meg. Közben 1959-től (1989-ig) az MSZMP Központi Bizottságának (KB) tagjává választották. 
1963. március 11-től a második Kádár-kormány majd a Kállay-kormány és a Fock-kormány munkaügyi minisztere lett, 1970-ben nyugdíjba vonult. Tisztségei közül csak a KB-tagságot tartotta meg 1989-ig.
Két ízben volt országgyűlési képviselő: 1947–1951 és 1959–1965 között.

## Művei
- A termelőszövetkezeti tagok munkaügyi jellegű jogvitái; Szegedi Ny., Szeged, 1968 (Acta Universitatis Szegediensis de Attila József nominatae Acta juridica et politica)
- A mezőgazdasági termelőszövetkezeti tagsági munkajogviszony megszűnése; Szegedi Ny., Szeged, 1969 (Acta juridica et politica)
- A termelőszövetkezeti tagok jogai és kötelezettségei; TOT, Bp., 1982 (Dokumentumok a mezőgazdasági termelőszövetkezetekről)

## Díjai
- 1970 Munka Vörös Zászló Érdemrendje[6]
- 1970 Felszabadulási jubileumi emlékérem [7]